# Carlo Tiengo
Carlo Tiengo (Adria, 1º aprile 1892 – Paullo, 11 maggio 1945) è stato un avvocato e prefetto italiano, ministro delle corporazioni nel 1943.

## Biografia
Figlio di Giovanni Battista, sposato con Velia Gusella, maestra, anch'essa di Adria, fu tra i fondatori della Croce Verde di Adria. In seguito si laureò in Giurisprudenza all'Università degli Studi di Padova, dove su posizioni irredentiste entrò a far parte del gruppo denominato "Battaglione San Giusto". Prese poi parte alla prima guerra mondiale con il grado di capitano, venendo decorato con una medaglia d'argento al valor militare. Di idee repubblicane, ad Adria frequentò per un certo periodo i circoli social-repubblicani insieme a Giovanni Marinelli.

### Prefetto
Aderì ai Fasci di combattimento nell'aprile 1921 dopo aver assistito ad un comizio infuocato di Mussolini mentre si trovava casualmente a Milano. Nel Polesine guidò le squadre d'azione e prese parte alla Marcia su Roma alla guida della legione polesana. Per breve tempo, dal gennaio al marzo 1925, fu componente della segreteria federale reggente di Rovigo. Con la nascita della Milizia Volontaria per la Sicurezza Nazionale, ne divenne console generale.

Il prefetto Carlo Tiengo, al centro in orbace, durante l'allestimento della Fiera campionaria di Milano 1941

Tiengo fu nominato prefetto di 2ª classe nel 16 dicembre 1926 e ricoprì il mandato prima a Sondrio (16 dicembre 1926 - 16 settembre 1927) e poi a Piacenza (16 settembre 1927 - 16 dicembre 1930.
Nel gennaio 1931 fu chiamato a guidare la prefettura di Gorizia, venendo nominato prefetto di 1ª classe il 16 ottobre 1932. Dal 16 gennaio 1933 al 31 luglio 1936 passò a guidare la prefettura di Trieste.
Il prefetto Tiengo faceva parte di quei funzionari dello Stato inviati al confine orientale e scelti tra coloro che provenivano dalle file del Partito Nazionale Fascista. A Gorizia ebbe contrasti con l'anziano arcivescovo sloveno di Gorizia Francesco Borgia Sedej e in seguito con il vescovo di Trieste Luigi Fogar. Entrambi gli alti prelati si erano formati negli anni dell'impero asburgico ed erano visti quindi con sospetto dal regime fascista; inoltre si opponevano apertamente alla politica italiana di italianizzazione, difendendo la pluralità linguistica della regione. Le trattative che in seguito si svilupparono tra Stato e Chiesa portarono nell'ottobre 1936 alle dimissioni di Fogar, che fu trasferito a Roma,, dove fu nominato arcivescovo dell'Arcidiocesi di Patrasso (di fatto soppressa) ed assegnato alla basilica di San Giovanni in Laterano a Roma. Tiengo era invece stato riassegnato alla guida della prefettura di Bologna pochi mesi prima.

Il prefetto Carlo Tiengo, al centro, durante l'allestimento della Fiera campionaria di Milano 1941

Restò a Bologna dal 1º agosto 1936 al 15 agosto 1938. Dal 16 agosto 1938 al 1º febbraio 1941 fu prefetto di Torino. A Torino fu inviato in sostituzione del prefetto che era entrato in contrasto con il federale fascista Piero Gazzotti. Dal febbraio 1941 al 7 febbraio 1943 fu prefetto di Milano durante il periodo bellico in sostituzione del prefetto Giovanni Battista Marziali.
Deputato alla Camera dei fasci e delle corporazioni nella XXX Legislatura del Regno, dopo numerosi incarichi ai vertici dell'amministrazione dello Stato e dei ranghi del regime, fu nominato alla guida del Ministero delle corporazioni nell'ultimo governo Mussolini (febbraio 1943) e come tale componente di diritto del Gran Consiglio del Fascismo.
Dimissionario per motivi di salute, fu posto a disposizione del Ministero delle Finanze, con incarico di Commissario dell'Ente Cellulosa e Carta e poi di Presidente dell'Istituto Nazionale Gestione Imposte Consumo.
Fu collocato a riposo per ragioni di salute nell'agosto 1943.

### Nella RSI
Dopo la proclamazione della Repubblica Sociale Italiana rimase inattivo presso i parenti ad Adria fino al 1945, quando si trasferì a Milano.
Nei giorni convulsi che precedettero la caduta della Repubblica Sociale Italiana Tiengo era presente nell'arcivescovado a Milano il mattino del 25 aprile 1945 durante il tentativo finale, favorito dal cardinale Ildefonso Schuster, di condurre alla resa il Duce. Secondo Sandro Pertini, anch'esso presente alla riunione, Tiengo fu determinante nel far saltare le trattative. Infatti Pertini stesso aveva espresso al cardinale l'intendimento di non rispettare le proposte fatte a Mussolini di consegnarlo agli Alleati. Come riferito anche da Achille Marazza, le parole di Pertini furono ascoltate da Tiengo e mentre lo stesso Marazza e Lombardi rivendicavano il mantenimento dell'impegno preso, Tiengo avvertì Mussolini. Anche il capo della polizia della Repubblica Sociale Italiana Renzo Montagna, in una intervista rilasciata a Silvio Bertoldi nel 1962, raccontò che Tiengo, sentite le parole di Pertini, aveva prontamente avvisato Mussolini del pericolo, facendo così saltare le trattative.
Tiengo fu ritrovato morto per una strada di Paullo alcuni giorni dopo. In mano gli fu ritrovato un pezzo di carta su cui a matita aveva scritto "Sono Carlo Tiengo".
Il figlio Mario Tiengo divenne poi medico e professore ordinario all'Università degli Studi di Milano e fu il fondatore della terapia del dolore in Italia.